# Calyptraea fastigiata
Calyptraea fastigiata is een slakkensoort uit de familie van de Calyptraeidae. De wetenschappelijke naam van de soort is voor het eerst geldig gepubliceerd in 1846 door Gould.